# From This Day
«From This Day» (с англ. — «С этого дня») — песня американской грув-метал-группы Machine Head с альбома The Burning Red. Она была выпущена в качестве сингла 31 октября 1999 года, а также включена в концертный альбом группы Hellalive.
Видеоклип был снят режиссёром Майклом Мартином.

## Список композиций

### Card sleeve promo
1. «From This Day» (сингл-версия) — 3:07
2. «From This Day» (альбомная версия) — 3:53
3. «Call-Out Hook» — 0:12

### European edition
1. «From This Day» (сингл-версия) — 3:07
2. «Alcoholocaust» — 3:42
3. «House of Suffering» (кавер Bad Brains) — 2:09

### Japanese edition
1. «From This Day» — 3:55
2. «Desire to Fire» (Live) — 4:39
3. «The Blood, the Sweat, the Tears» (Live) — 4:35
4. «From This Day» (Live) — 4:29

### Promo white card sleeve
1. «From This Day» (сингл-версия) — 3:07
2. «From This Day» (альбомная версия) — 3:53
3. «Call-Out Hook» — 0:12

## Позиции в чартах
| Чарт (1999)                          | Высокая позиция |
| ------------------------------------ | --------------- |
| Шотландия (OCC Scotland)             | 74              |
| Великобритания (OCC UK Singles)      | 74              |
| Великобритания (OCC UK Rock & Metal) | 1               |